# Dawda Jawara
David Dawda Kairaba Jawara (Barajally, 16 de mayo de 1924-Bakau, 27 de agosto de 2019) fue un médico veterinario y político gambiano, que fue el primer presidente de Gambia desde su conversión en República en 1970 hasta su derrocamiento por Yahya Jammeh en un golpe de Estado en 1994.
Se graduó en veterinaria. Actuó en política, uniéndose al Partido Progresista del Pueblo. Tras la conversión del país en República fue elegido presidente de Gambia. En 1972 se convocaron elecciones presidenciales, en las que resultó vencedor. Durante su gobierno se produjo en el país una gran mejoría de la economía gracias a los precios de los productos del cacahuate. En las elecciones de diciembre de 1976 fue reelegido para gobernar hasta 1982.
En 1981 un golpe de Estado intentó derrocar su gobierno, pero sin éxito. En 1982 el gobierno de Gambia se anexionó a Senegal, unión que duró hasta 1989, manteniéndose Jawara en el poder. En 1992 resultó reelegido pero, en 1994, otro golpe de Estado, dirigido por Yahya Jammeh, lo derrocó e hizo salir del país.

## Biografía

### Primeros años y educación
Dawda Jawara nació el 16 de mayo de 1924, en Barajally Tenda, un pequeño pueblo en la región central de Gambia, hijo de Almammi Jawara y Mamma Fatty. Tenía cinco hermanos. Dawda desde una edad temprana atendió a las escuelas árabes locales para memorizar el Corán, un rito de paso para muchos niños de Gambia. No había escuelas primarias en Barajally Tenda: la más cercana estaba en Georgetown, la capital provincial, pero este internado se reservaba solo para los hijos de los jefes. Alrededor de 1933, la educación formal del joven Jawara fue patrocinada por un amigo de su padre, un comerciante llamado Ebrima Jallow Youma. Dawda fue inscrito en la escuela primaria mahometana.
Después de graduarse, Jawara ganó una beca para una escuela secundaria de varones, donde mostró mayor aptitud para la ciencia y las matemáticas. Al matricularse en 1945, trabajó como enfermero hasta 1947 en el Hospital Victoria en Bathurst (hoy Banjul, capital de Gambia). Posteriormente asistió al Colegio Achimota, en Acra, en la entonces colonia de Ghana. Mientras que asistió al Colegio Achimota, Jawara mostró poco interés en la política en un momento en el que Ghana y muchas colonias en África empezaban a volverse inquietos por la independencia política o la autonomía interna. Mientras que posteriormente estuvo contento de haber conocido el padre fundador de Ghana, Kwame Nkrumah, el impacto no resultó significativo para él en el momento. Después del Colegio Achimota, Jawara obtuvo una beca para la Universidad de Glasgow. En ese momento, la educación colonial tenía la intención de capacitar a los africanos en su mayoría de baja categoría en las tareas administrativas para la administración pública de un estado, y era raro que a los gambianos se les concendieran becas en ciencias. Fue durante este período que Jawara decidió entrar en la política. Aunque nunca se consideró "de izquierda", Jawara se sumergió en la ideología socialista y demostró interés por el Partido Laborista del Reino Unido. Completó sus estudios en 1953.

### Regreso a Gambia
Cuando Jawara volvió a casa en 1953 después de completar sus estudios en veterinaria, se desempeñó primero como oficial veterinario. En 1955 se casó con Augusta Mahoney, hija de Sir John Mahoney, un prominente Aku de Bathurst. Los Aku, un grupo pequeño y educado, son descendientes de esclavos liberados que se establecieron en Gambia después de la manumisión.
Como oficial de veterinaria, Jawara viajó a lo largo y ancho de Gambia durante meses para hacerse cargo de la vacunación del ganado. En el proceso, estableció valiosos contactos sociales y las relaciones con los propietarios de ganado fueron relativamente buenas en todo el protectorado. Este grupo, con los jefes de distrito y los jefes de las aldeas, en los últimos años formó el grueso de su apoyo político inicial. La política colonial británica en aquel momento dividía Gambia en dos secciones; la colonia y el protectorado. La actividad política y la representación en el Consejo Legislativo se limitaban a la colonia.
En el momento del regreso de Jawara a Gambia, la política en la colonia era dominada por un grupo de élites urbanas de Bathurst y áreas de la Kombo St. Mary. En una reunión en 1959 en Basse, una ciudad comercial importante casi al final del río Gambia, el liderazgo de la Sociedad Progresista del Pueblo decidió cambiar su nombre a desafiar a las partes de base urbana y sus líderes. Así nació el Partido Popular del Protectorado (en inglés Protectorate People's Party o PPP por sus siglas).
El mismo año, una delegación encabezada por Sanjally Bojang (un patrón acomodada y miembro fundador del nuevo partido), Bokarr Fofanah y Madiba Janneh, llegó a Abuko para informar Jawara de su nominación como secretario del partido. Jawara renunció a su posición como jefe veterinario con el fin de participar en las elecciones de 1960. El Partido Popular del Protectorado se renombró como Partido Popular Progresista para hacerlo más inclusivo, en contraste con las declaraciones opositoras de que era un partido procolonial. El ascenso de Jawara a la dirección del PPP apenas fue discutida. Como uno de los pocos graduados universitarios de protectorado, el único otro posible candidato fue el Dr. Lamin Marena de Kudang.

### Llegada al poder

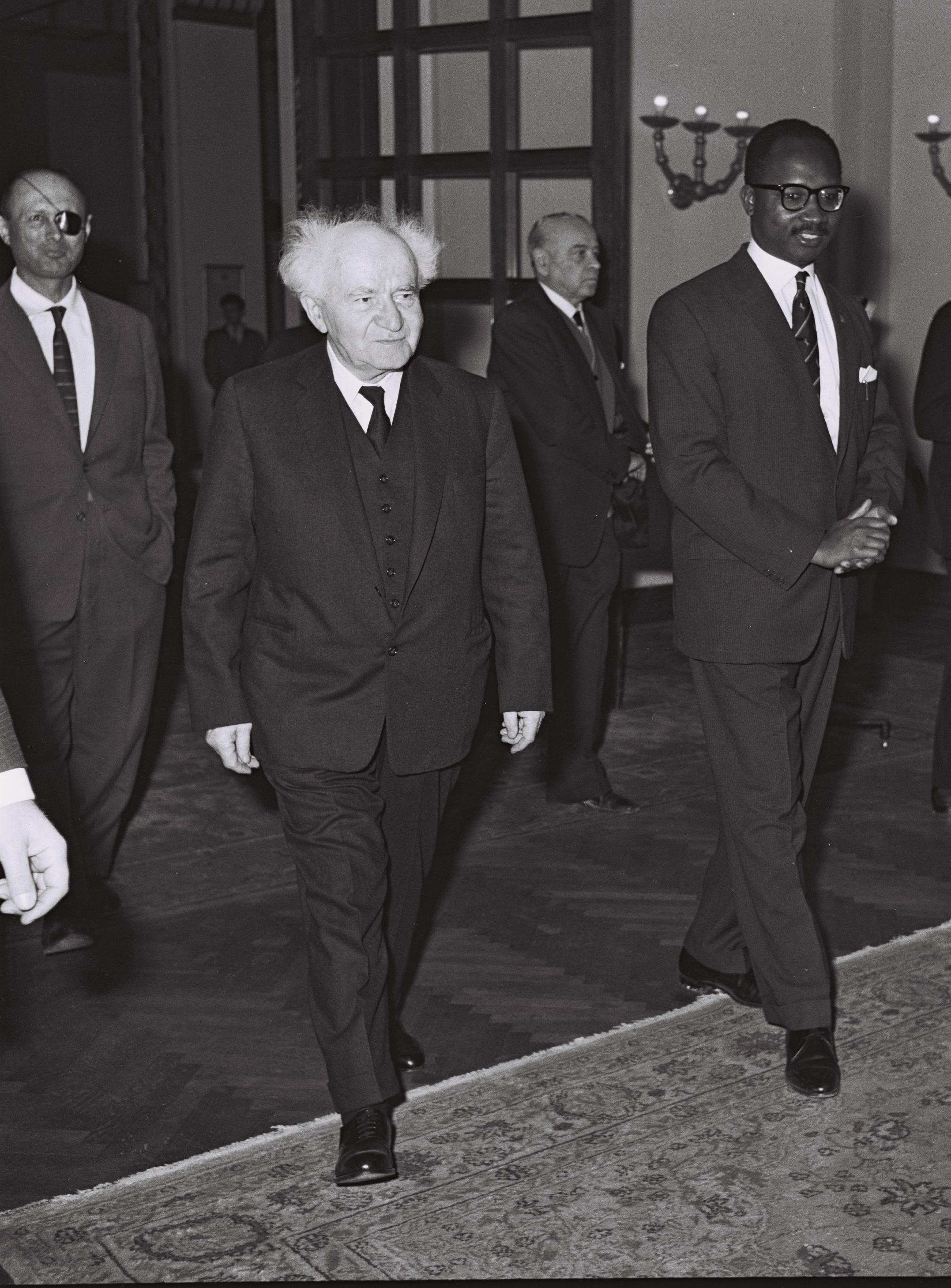
Jawara en 1962, poco después de llegar al poder, junto al primer ministro de Israel David Ben Gurion.

El proceso de independencia de Gambia comenzó a finales de los años cincuenta. En septiembre de 1959 se extendió el derecho al voto a todos los ciudadanos adultos. En abril de 1960 entró en vigor una nueva constitución colonial. El Consejo Legislativo pasó a ser la Cámara de Representantes, 27 de cuyos miembros eran elegidos, 3 nominados y otros 4 lo eran de oficio. Las elecciones tuvieron lugar en mayo y se anunció la independencia del país para abril de 1961, coincidiendo con la de Sierra Leona. Sin embargo esta previsión no se llevó a cabo. En 1961, N'Jie, primer ministro desde marzo, visitó Dakar, y autoridades senegalesas hicieron lo propio con Bathurst. Estas reuniones no llegaron a un acuerdo de unión. En julio se acordó conceder la autonomía interna a Gambia en mayo de 1962, pero sin hacer previsiones respecto de la independencia. Llegado mayo de 1962, se celebraron elecciones, en las que el PPP obtuvo 18 puestos, frente a 13 del UP, de forma que Jawara pasó a ser primer ministro.
Con el ascenso de Jawara al poder, la administración colonial comenzó una retirada gradual de Gambia, y el autogobierno fue concedido en 1963. Jawara fue nombrado jefe de Gobierno en el mismo año, y la independencia llegó el 18 de febrero de 1965, como un Reino de la Mancomunidad de Naciones, con Isabel II como jefa de estado. El advenimiento de la independencia volvió a plantear el problema de la viabilidad económica del país, basada en aquel momento en el cultivo del cacahuete, un producto que presentaba un mercado con muchos competidores y que suponía en 1966 el 90 % de las exportaciones gambianas. Por ello se especulaba con la aproximación a Senegal, como ya recomendaba el informe de la ONU de 1963. Esta aproximación se veía dificultada por el golpe de Estado abortado en Senegal en diciembre de 1962, las presiones en el partido de Jawara y los desacuerdos entre los gobiernos gambiano y senegalés, principalmente sobre el momento más oportuno para establecer la asociación.

### Presidente de la República del Gambia: 1970-1994

#### Conversión del país en República
En junio de 1965 el parlamento aprobó una moción para convertir al país en una república un año después de alcanzada la independencia (como hicieran otros países africanos de la Mancomunidad de Naciones, como Kenia y Uganda). Este movimiento por parte de Jawara supuso la ruptura de la coalición entre el PPP y el Partido Unido (PU), que gobernaba el país desde la independencia. El asunto del régimen republicano fue sometido a referéndum (18 a 26 de septiembre de 1965) con el resultado de 61 568 votos en contra y 31 921 a favor. Gambia continuó siendo una monarquía en los primeros años de su independencia.
En 1969 el comité ejecutivo del PPP nuevamente presentó un proyecto de constitución al parlamento con la que el país pasaría a ser una república. El proyecto fue aprobado en el parlamento (88 votos a favor, 8 en contra) y se sometió a referéndum en abril de 1970. El resultado fue de 84 068 votos a favor y 35 683 en contra. Jawara, ahora como presidente de la República, sustituyó a Isabel II como jefe de Estado el 24 de abril de 1970, siendo abolido el cargo de primer ministro al cambiar el régimen de uno parlamentario a uno presidencialista. Gambia permanecía en el seno de la Mancomunidad de Naciones y la libra gambiana permanecía ligada a la par con la esterlina. Los mandatos del presidente y de los parlamentarios se fijaron en cinco años.
Dawda Jawara fue reelegido en 1972 para un mandato de cinco años. El PPP logró el 63 % de los votos y 28 escaños. El PU obtuvo el 37 % y 3 asientos. Hubo dos cambios ministeriales en el año (abril y octubre). En uno de ellos el ministro de Finanzas, Sherif Dibba, fue cesado por su implicación en actos de contrabando. Se le nombró embajador ante la CEE. Las elecciones del 4 y 5 de abril de 1977 dieron de nuevo la victoria al PPP, que obtuvo el 69,6 % de los votos. De los 35 escaños del parlamento, 27 fueron para el PPP, 5 para el PCN y 2 para el PU. Jawara fue reelegido para otro mandato de cinco años.

#### Política económica

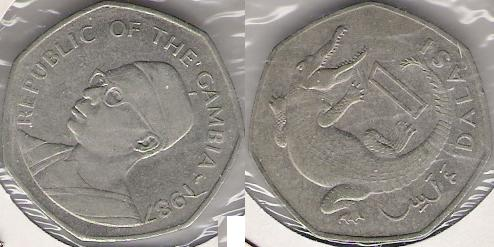
Un dalasi gambiano con la imagen de Jawara en 1987.

Aunque el cacahuete era la principal exportación gambiana y se usaba en cierta medida para la alimentación local, las cosechas de cereales —principalmente arroz, también mijo— eran las que proporcionaban la mayoría del alimento de la población. Por eso cuando las cosechas de cereales eran malas, como en 1969, se producían hambrunas en algunas regiones del país y se hacía necesaria la ayuda exterior. El dalasi sustituyó a la libra gambiana como moneda nacional el 1 de julio de 1971, al cambio de 4 chelines por dalasi, es decir, 5 dalasis por libra. Este cambio facilitaba la decimalización de la moneda, proceso que también estaba desarrollando el Reino Unido.
Gambia consiguió alcanzar los objetivos del Plan Quinquenal 1967-71 gracias al alza en los precios del cacahuete y el arroz. Sin embargo, dependía económicamente de Gran Bretaña. El II Plan de Desarrollo (1971-74) incluía un préstamo británico sin intereses de un millón de libras. Esta dependencia hacía que la incorporación del Reino Unido a la CEE hubiera de tratarse. Gambia fue el primer país africano miembro de la Commonwealth que solicitó un acuerdo comercial con la CEE en términos similares a los países de la Convención de Yaundé.
La sequía de 1978 redujo la producción de cacahuetes a dos tercios de la del año anterior y llevó a la economía nacional a una situación catastrófica. Jawara realizó contactos diplomáticos y consiguió recursos de la CEE, los Estados Unidos y el Reino Unido para hacer frente a las consecuencias.
Para el año 1992, en la época final del gobierno de Jawara, Gambia era uno de los países más pobres de África y del mundo, con una esperanza de vida de cuarenta y cinco años en el nacimiento, una tasa de mortalidad infantil de 130 por 1000 nacidos vivos, una tasa de mortalidad al nacer de 292 por 1000, y una tasa de mortalidad general de 227 por -cinco 1000. En ese momento, 120 de cada 1000 nacidos vivos murió de malaria. Gambia también tenía una tasa de analfabetismo del 75 %, solo el 40 % de la población tenía acceso al suministro de agua potable, y más del 75 % de la población vivía en la pobreza absoluta.

#### Política exterior

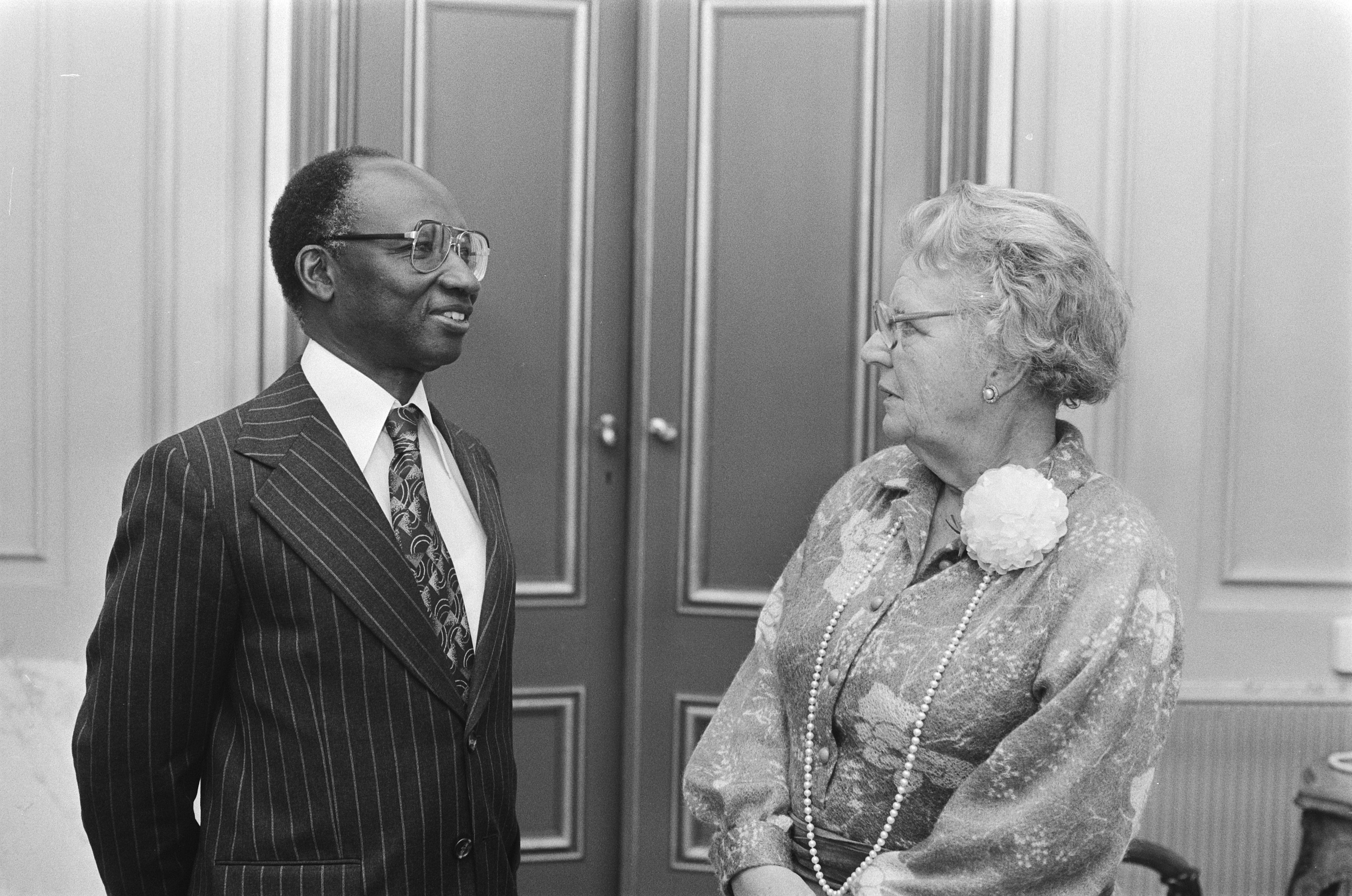
Jawara junto a la Reina Juliana de los Países Bajos, en 1978.

En 1969 y 1970 continuaron los contactos al más alto nivel entre Senegal y Gambia. Jawara y Senghor se entrevistaron en febrero, abril y septiembre de 1969, y febrero y junio de 1970. Fruto de estos contactos fueron acuerdos sobre transporte, tráfico marítimo y ayuda técnica, así como el inicio de negociaciones sobre la navegación en el río Gambia. Senegal se hizo cargo de la representación de los intereses de Gambia en los lugares donde esta no tuviera representación diplomática. En enero de 1971 se produjo un breve conflicto cuando durante una actuación contra el contrabando, fuerzas senegalesas entraron en Gambia y secuestraron a algunos ciudadanos gambianos. Aunque el asunto llegó a motivar una protesta de Gambia ante la ONU, en marzo ambos países renovaron su pacto de defensa de 1965.
Durante la guerra de Biafra, ocurrida entre 1967 y 1970, Gambia mantuvo una postura favorable al gobierno federal de Nigeria.
La actividad diplomática gambiana se diversificó en 1973 y 1974. Jawara había visitado con anterioridad Taiwán. Además de las relaciones con Europa, se intensificaron los contactos con otros países de África occidental, como Guinea, Sierra Leona y Liberia, además de las tradicionales relaciones con Senegal. Un tema importante en las relaciones con este grupo de países era la descolonización de Cabo Verde y Guinea-Bisáu. También se realizaron visitas a numerosos países árabes, estableciéndose relaciones diplomáticas con Arabia Saudí y un acuerdo de cooperación con Libia. Todas estas gestiones diplomáticas facilitaron ayudas económicas, de forma que el siguiente plan quinquenal, iniciado en 1976 y que contemplaba la diversificación agrícola, la mejora de las comunicaciones y el desarrollo del país más allá de la capital, contó con el soporte de Libia y otras naciones árabes, de Francia, del Reino Unido y de la CEE.
Gambia se incorporó a la Comunidad Económica de los Estados de África Occidental (ECOWAS) el 27 de mayo de 1975, como miembro fundador. Las relaciones con Senegal empeoraron: las acusaciones de malos tratos a ciudadanos gambianos por soldados senegaleses y de trasgresión de las fronteras por los mismos, llevaron a la suspensión en 1974 de la tradicional visita de Senghor a Banjul. Sin embargo en enero de 1976 Senghor volvió a ser huésped del presidente gambiano, firmándose nuevos tratados, incluyendo el establecimiento de la Organización para el Desarrollo del Río Gambia.

#### Intento de golpe de Estado de 1981
Mientras era primer ministro, en abril de 1967, Jawara se había negado explícitamente a crear una fuerza militar propia. Sin embargo hacia 1978 se atribuía a Gambia un ejército de unos mil efectivos, incluyendo las fuerzas de policía. Las elecciones de 1979 registraron una nueva victoria del PPP y Jawara, aunque el PCN consiguió buenos resultados en Banjul. En 1980 se produjo un intento de golpe de Estado por parte del Movimiento para la Justicia en África y el Partido Socialista Revolucionario de Gambia (PSRG), apoyados por Libia. En virtud de los acuerdos mutuos, Senegal envió tropas que hicieron fracasar el golpe. Como resultado, ambas organizaciones fueron disueltas y sus líderes detenidos. La embajada libia en Banjul fue clausurada. Senegal también rompió relaciones diplomáticas con Libia por su injerencia en los asuntos internos senegaleses.
Sin embargo, el verdadero desafío para el gobierno de Jawara vendría más tarde. El 29 de julio de 1981, Kukoi Sanyang, un descontento político marxista, dirigió un intento de golpe de Estado, que fracasó nuevamente por intervención senegalesa. El golpe, que siguió a un debilitamiento de la economía y las acusaciones de corrupción contra losprincipales líderes políticos, fue llevado a cabo por el izquierdista Consejo Nacional Revolucionario, y el socialista Partido Socialista del Trabajo Revolucionario más los elementos de la "fuerza de campo" (una fuerza paramilitar que constituía el grueso de las fuerzas armadas del país).
El Presidente Jawara solicitó inmediatamente la ayuda de Senegal, que desplegó cerca de 400 efectivos en Gambia el 31 de julio, y para agosto se habían desplegado 2700 soldados senegaleses, que derrotaron rápidamente a las fuerzas de los golpistas. Entre quinientas y ochocientas personas murieron durante el golpe de Estado y la violencia resultante.
El intento de golpe reflejaba el deseo de cambio, al menos por parte de algunos civiles y sus aliados en la "fuerza de campo". A pesar del fracaso de Kukoi para asumir el poder, el intento de golpe puso al descubierto grandes debilidades dentro del PPP en el poder y la sociedad en su conjunto. La hegemonía del PPP, la contracción de la competencia dentro del partido y el aumento de las desigualdades sociales eran factores que no debían ser excluidos. También crucial para las causas del golpe abortado fue un deterioro de la economía cuyas víctimas principales fueron la juventud urbana en particular. En su mensaje de Año Nuevo 1981, Jawara explicó los problemas económicos de Gambia así: "Vivimos en un mundo que carga con problemas económicos masivos. La situación económica general se ha caracterizado por una inflación galopante, los períodos de inestabilidad monetaria excesiva y contracción del crédito, los altos precios del petróleo y la especulación de los productos básicos. Estos problemas de todo el mundo han impuesto limitaciones extremas en economías como la de Gambia".
La consecuencia más notable del golpe abortado fue la intervención de las tropas senegalesas a petición de Jawara, como consecuencia del tratado de defensa firmado entre los dos países en 1965. En el momento del golpe, Jawara asistía a la boda de Carlos, Príncipe de Gales y lady Diana Spencer en Londres y voló de inmediato a Dakar para consultar con el presidente Abdou Diouf. Si bien la intervención de Senegal era aparentemente para rescatar el régimen del presidente Jawara, tuvo el efecto de socavar la soberanía de Gambia, que era algo que había sido celosamente guardado por los gambianos y Jawara en particular. Sin embargo, esto no sería mencionado convenientemente por el presidente. La presencia de tropas senegalesas en Banjul era testimonio de la creciente dependencia de Jawara en Senegal, lo que llegó a ser una fuente de mucho resentimiento.

#### La Confederación de Senegambia
La intervención senegalesa en el golpe de 1981, produjo un mayor acercamiento entre ambos gobiernos que llevó a la fima el 17 de diciembre de 1981 de un tratado de confederación, que entró en vigor el 1 de febrero de 1982. La nueva entidad se denominaría Confederación de Senegambia. La presidencia correspondía al presidente de Senegal, Abdou Diouf, y la vicepresidencia sería para Jawara. La soberanía de cada país no se veía afectada por ello. Dibba fue detenido por su posible implicación en el golpe de julio. Sin embargo pudo presentarse a las elecciones de mayo de 1982, en las que aunque fue derrotado, obtuvo un 27'5% de los votos. En las elecciones legislativas el PPP logró 27 de los 35 escaños. Los juicios a los implicados en el golpe de julio del 81 continuaron hasta el 24 de abril de 1984. Hubo más de sesenta condenas a muerte, si bien no se realizaron las ejecuciones y algunas penas fueron conmutadas.
Los tratados de confederación con Senegal avanzaron en los aspectos administrativos, como la formación del consejo de ministros y del parlamento comunes. Sin embargo los asuntos aduaneros y monetarios iban mucho más despacio. Ambos países mantuvieron sus respectivas monedas y la propuesta de unión aduanera chocaba con el hecho de que el contrabando hacia Senegal suponía una importante actividad en Gambia. Además estaba el conflicto de Casamanza. Esta región senegalesa se consideraba marginada por el gobierno de Dakar, por lo que existía en ella un movimiento separatista, el Movimiento de Fuerzas Democráticas de Casamanza. Las poblaciones de Gambia y Casamanza tenía una composición étnica muy similar.
La unión con Senegal no era popular entre la población gambiana. Este hecho se manifestaba de forma ocasional. Así cuando a inicios de 1985 el embajador de Senegal ordenó el empleo de tropas de dicha nacionalidad para restablecer el orden tras los incidentes que siguieron a un partido de fútbol, esta decisión suscitó la protesta del gobierno gambiano que exigió la retirada del diplomático. En abril de 1985, el Fondo Monetario Internacional decidió no facilitar nuevos créditos a Gambia dado que el país no podía satisfacer las deudas ya adquiridas. Por ello el gobierno hubo de solicitar ayuda alimentaria a los Estados Unidos. Además necesitó créditos bilaterales con los Países Bajos para poder asegurarse un suministro limitado de petróleo. A principios de 1986 se estableció la flotación de la cotización del dalasi y se suprimieron las restricciones al comercio exterior. En septiembre de ese mismo año, el FMI revisó su posición y concedió un paquete de créditos a Gambia por 18 millones de dólares estadounidenses. Como gesto para demostrar la estabilidad del país, con motivo del decimosexto aniversario de la proclamación de la república, celebrado el 24 de abril de 1986,  se revisó las penas de trece condenados por el golpe de 1981 y se suprimió el estado de emergencia. Para 1986, las principales exportaciones del país eran cacahuetes (43 %) y aceite de cacahuete (19 %), y reexportaciones (20 %). Aunque el Reino Unido seguía siendo un destino importante (18 %), otros países de la Comunidad Europea, como Italia (16 %) o los Países Bajos (24 %) ya eran de tanta o mayor relevancia.

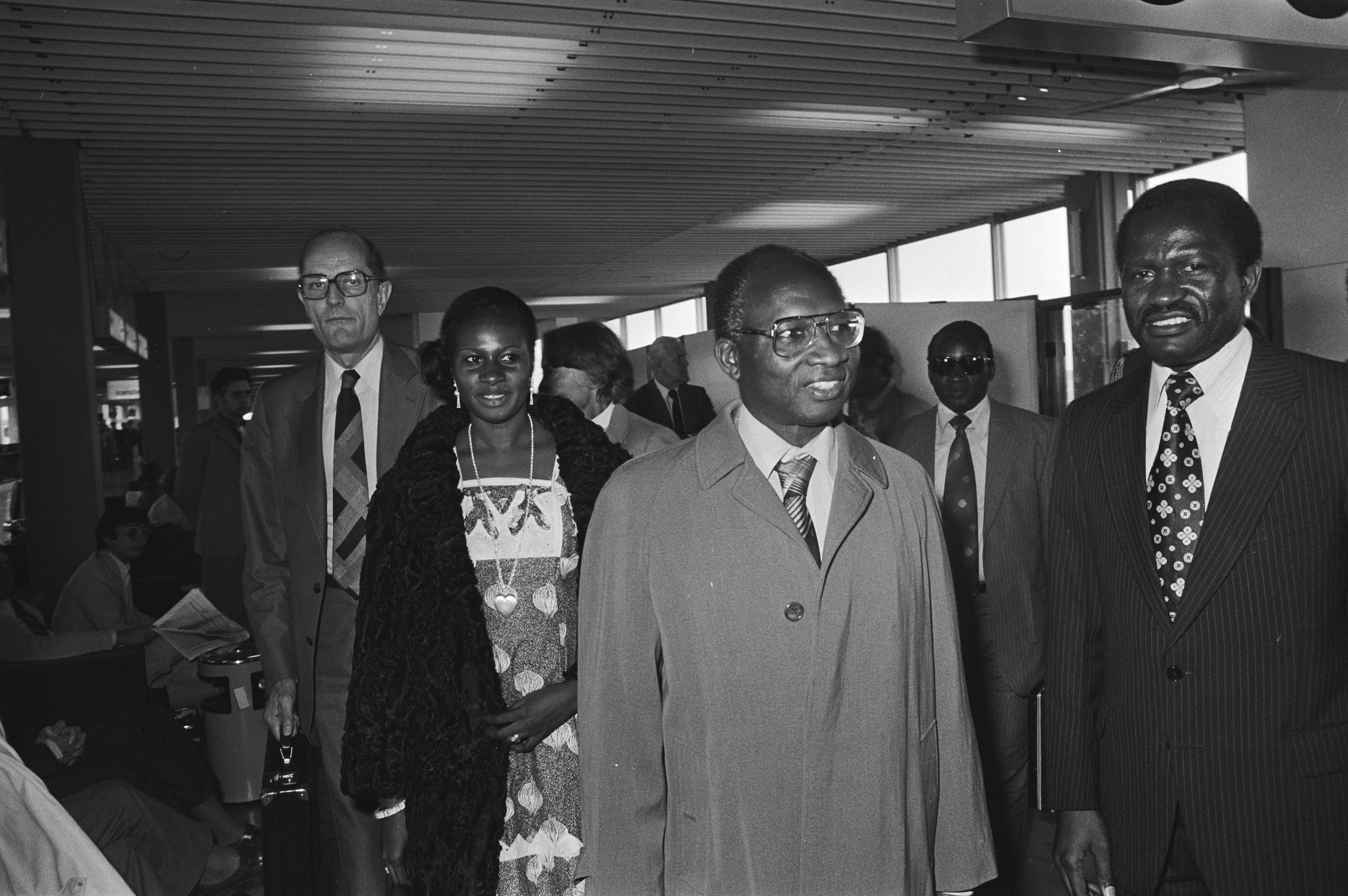
Dawda Jawara en 1979.

En 1986, y de cara a las elecciones legislativas de 1987, aparecieron en el país nuevos partidos. El exvicepresidente Assan Musa Camara formó el Partido Popular de Gambia, mientras que otros opositores al régimen creaban la Organización Democrática Popular para la Independencia y el Socialismo. Las elecciones del 11 de marzo de 1987 supusieron una nueva victoria del Jawara y el PPP. El parlamento quedó configurado por 31 escaños del PPP y 5 del PCN, cuyo líder, Sherif Dibba, quedó fuera de la cámara. Ninguno de los nuevos partidos obtuvo representación. Sin embargo la victoria del PPP no fue tan amplia como en ocasiones anteriores. En las elecciones presidenciales Jawara (PPP) solo obtuvo el 59 % de los votos —frente a más del 72 % cinco años antes— mientras que Dibba (PCN) lograba el 28 % y Musa Camara (PPG) el 13 %.
El gobierno nombrado en mayo de 1987 fue de signo continuista, destacando que el vice primer ministro, Bakary Bunja Darbo, asumiera también la responsabilidad sobre Educación, Juventud y Deportes, lo que se interpretaba como un signo de preocupación ante el descontento que se detectaba en los centros de enseñanza.
En enero de 1988 circularon rumores sobre un inminente golpe de Estado. Se detuvo a 20 presuntos responsables, entre los que había ciudadanos gambianos y senegaleses. El juicio tuvo lugar en Banjul en julio y atribuyó la responsabilidad del compló a Kukoi Samba Sanyang, en connivencia con el opositor senegalés Me Abdaley Wade. Los conspiradores habrían recibido formación militar en Libia, donde Samba Sanyang estaba exiliado desde el golpe de 1981.
La disolución de Senegambia se fue desarrollando a lo largo de 1989. La iniciativa no había dado los resultados esperados para ninguna de ambas partes. Senegal aspiraba a la integración de Gambia, cosa que no agradaba a la mayoría de los gambianos. Por otra parte, el mantenimiento de tropas en Gambia para mantener el orden era un gasto que no se veía como necesario -de hecho con motivo del 24.º aniversario de la República de Gambia se había amnistíado a medio centenar de implicados en el golpe de 1981 como señal de estabilidad interna- además de ser caro e inoportuno en un momento en que los problemas fronterizos de Senegal se centraban en Mauritania. En agosto las tropas senegalesas abandonaron Gambia, principalmente hacia la frontera mauritana. El 30 de septiembre ambos gobiernos decidieron la liquidación de la Confederación de Senegambia. El final de la Confederación tuvo consecuencias en el comercio, ya que buena parte de las importaciones gambianas se redirigían a Senegal, ya que frente al liberal régimen aduanero gambiano, el senegalés era muy estricto

#### Corrupción durante su mandato
Durante muchos años, los observadores vieron la corrupción en Gambia como significativamente menos frecuente que en muchos otros países africanos. En retrospectiva, este punto de vista parece exagerado, si bien es cierto que la corrupción no alcanzó alturas vistas en otro lugar. Jawara mismo se abstuvo del excesivo autoenriquecimiento y muchos de sus lugartenientes hicieron lo mismo. Principalmente por ser necesarias la necesidad de ayuda externa y el apoyo popular, las cuales no son probables que se logren en un régimen totalmente corrupto, para mantener al régimen, lo cual persuadió a Jawara para establecer algunos límites a la corrupción "permisible". La imposibilidad de exposición en el parlamento o por la prensa proporcionó una limitación adicional.
Sin embargo, los acontecimientos durante los últimos años del Partido Progresista Popular, junto con revelaciones después del golpe y las investigaciones posteriores, sugieren que la corrupción era a la vez un fenómeno importante y uno que jugó un papel fundamental en la supervivencia del PPP. Jawara entendía las ventajas políticas de la corrupción. Fundamentalmente, la corrupción formó un componente importante de la red de patrocinio, lo que facilita la acumulación de élite. Se proporciona un medio de creación y mantenimiento de relaciones de beneficio mutuo y apoyo entre los políticos del PPP (encabezados por Jawara), los altos funcionarios públicos y empresarios de Gambia.

### Derrocamiento

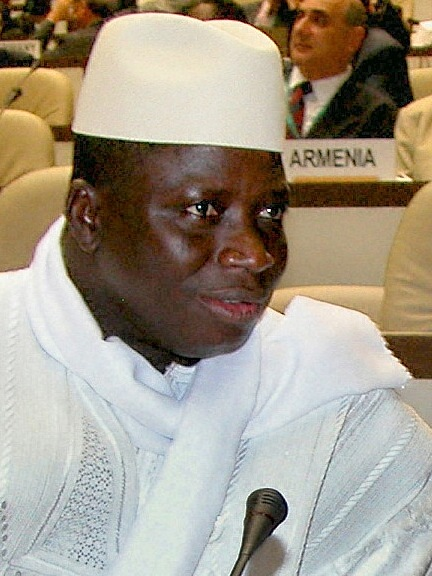
Yahya Jammeh, quien derrocaría a Jawara en 1994.

En diciembre de 1991, Jawara anunció que no buscaría la reelección en 1992. Después de treinta años al frente de su país, decidió retirarse. Sin embargo, tal pánico hubo tras su anuncio, que accedió a presentarse a la reelección de nuevo. La cuestión de su retiro continuó pesando sobre el futuro político de Gambia, sin embargo. Él fue reelegido con el 56% de los votos, con un mandato destinado a terminar en 1997.
El 22 de julio de 1994, un grupo de soldados al mando del teniente Yahya Jammeh irrumpieron en la capital y la tomaron fácilmente. El golpe fue un éxito y Jawara fue exiliado hasta 2002. En comparación con el anterior intento de derrocar Jawara, sin embargo, este golpe se consideró "incruento". Jawara escapó ileso: fue llevado a Senegal por un buque de guerra estadounidense que estaba en la zona cuando comenzó el golpe. Jawara tenía la esperanza de que su trabajo crearía una sociedad económicamente próspera basada en sus prioridades: la democracia, la unidad y tolerancia a las diferencias personales. Sin embargo el nuevo consejo de gobierno autoproclamado, formado solamente por cinco hombres, disolvió la constitución y estableció un toque de queda en todo el país hasta que se restableció la democracia.

### Actividad posterior a su presidencia
Volvió a Gambia como un estadista, pero el gobierno lo proscribió para participar en la política durante el resto de su vida, quedando recordado como un "estadista". Se fue a Nigeria en 2007 después de haber sido seleccionado para dirigir un equipo de África Occidental (CEDEAO) para evaluar la preparación de Nigeria para las elecciones presidenciales de abril de 2007.
En febrero de 2017, tras la intervención militar de la CEDEAO que desalojó del poder a Jammeh luego de su derrota electoral y con la llegada de Adama Barrow a la presidencia el 21 de enero, Jawara celebró el regreso de la democracia, y mantuvo una conversación con el nuevo presidente, asegurando que daba todo su apoyo al nuevo gobierno.
Dawda Jawara murió en su residencia, a los 95 años el 27 de agosto de 2019.
| Predecesor: Cargo creado         | Presidente de la República de Gambia 1970-1994             | Sucesor: Yahya Jammeh           |
| Predecesor: Confederación creada | Vicepresidente de la Confederación de Senegambia 1981-1989 | Sucesor: Confederación disuelta |
| Predecesor: Pierre Sarr N'jie    | Primer ministro de Gambia 1962-1970                        | Sucesor: cargo abolido          |